# أبو دشيشة
قرية أبودشيشة هي إحدى القرى التابعة لمركز بلقاس في محافظة الدقهلية في جمهورية مصر العربية. حسب إحصاءات سنة 2006، بلغ إجمالي السكان في أبودشيشة 11404 نسمة، منهم 5660 رجلا و5744 امرأة.